# Tanja Tuma
Tanja Tuma (* Juni 1964 in Ljubljana, SFRJ) ist eine slowenische Schriftstellerin und Verlegerin.

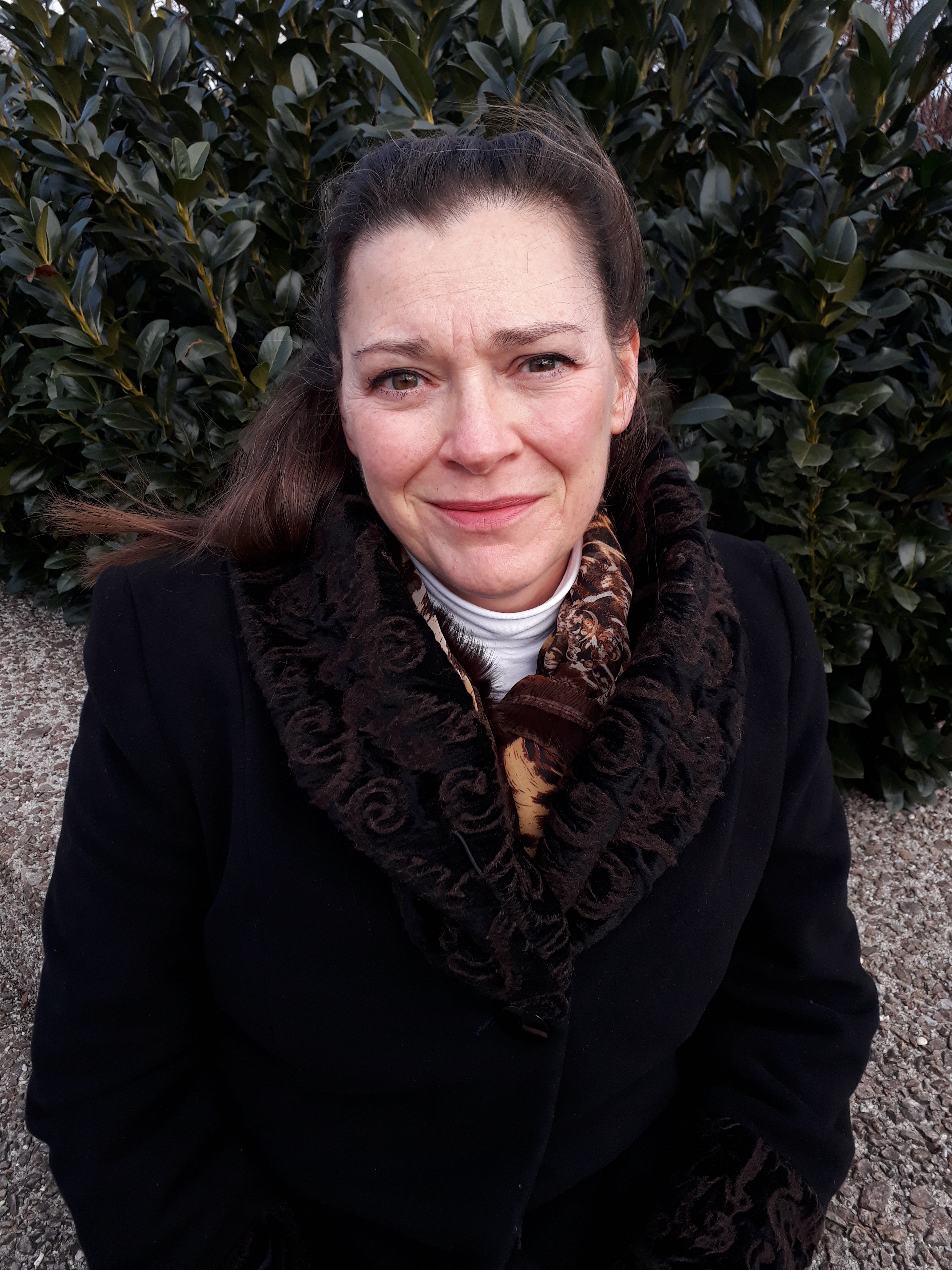
Tanja Tuma (2019)

## Leben und Werk
Tuma studierte Französisch und Englisch an der Philosophischen Fakultät der Universität Ljubljana und schloss dieses Studium 1988 ab. Danach arbeitete sie als Redakteurin beim Verlag Cankarjeva založba und leitete anschließend die englische Bücherei Center Oxford. 1996 gründete sie mit dem Tuma-Verlag ihren eigenen Verlag, den sie zwei Jahrzehnte lang leitete.
Tuma schreibt ausschließlich Prosa in slowenischer und englischer Sprache. Hierbei widmet sie sich stets historischen Themen. So arbeitet sie an einer „Balkan-Trilogie“, von der mit Winds of Dalmatia (2013) und Tito’s Legacy (2018) bislang (Stand Herbst 2023) zwei Bände erschienen sind, die sich mit der jugoslawischen Geschichte befassen. Češnje, bele in rdeče (eng. White and Red Cherries, 2015) erzählt die Geschichte zweier Freundinnen, die während des Zweiten Weltkriegs auf slowenischem Boden mit unterschiedlichen Lagern (Heimwehr und Partisanen) sympathisieren. 2021 veröffentlichte sie außerdem den Roman Brodník („Der Fährmann“) über das Leben des slowenischen Verlegers Lavoslav Schwentner.
Seit 2021 ist Tuma Präsidentin des slowenischen PEN-Klubs und seit 2022 als erste Slowenin Mitglied des International Board des PEN International.

## Publikationen
- Winds of Dalmatia. Book 1, The Balkan Trilogy. Amazon, 2013.
- Češnje, bele in rdeče, roman o spravi. Ljubljana: Založba Karantanija, 2015.
- White and Red Cherries, a Slovenian Civil War Novel. Amazon, 2015.
- Tito’s Legacy. Book 2. The Balkan Trilogy. Amazon, 2018.
- Going My Way, Amazon, 2020.
- Brodník. Ljubljana: Mladinska knjiga, 2021.